# Pietro Gasparri
Pietro Gasparri (Ussita, 5 mei 1852 — Rome, 18 november 1934) was een Italiaans jurist en kardinaal-priester.
Gasparri studeerde filosofie en theologie in Rome en behaalde ook een graad in utroque iure (de beide rechten, dat wil zeggen: burgerlijk en canoniek recht). In 1877 werd hij tot priester gewijd. Hij begon zijn loopbaan als persoonlijk secretaris van kardinaal Teodolfo Mertel. Daarnaast was hij hoogleraar in het kerkelijk recht in Rome en in Parijs. In 1896 was hij lid van een pauselijke commissie die de geldigheid van Anglicaanse wijdingen onderzocht.
Hij werd in 1898 door paus Leo XIII benoemd tot titulair bisschop van Caesarea Palaestinae. Hij werd bij de Curie aangesteld als secretaris voor bijzondere kerkelijke aangelegenheden. In 1904 volgde zijn benoeming tot secretaris van de commissie tot codificering van het kerkelijk recht. Dit leidde in 1917 tot de afkondiging van de Codex Iuris Canonici die tot 1983 van kracht is geweest. Gasparri publiceerde nadien nog een meerdelig bronnenoverzicht van dit kerkelijk wetboek.
Op 19 december 1907 creëerde paus Pius X hem tot kardinaal. De San Bernardo alle Terme, voorheen de titelkerk van de paus zelf, werd zijn titelkerk. Hij nam deel aan het conclaaf van 1914, dat leidde tot de verkiezing van paus Benedictus XV. In datzelfde jaar werd hij benoemd tot kardinaal-staatssecretaris, wat hij tot 1930 zou blijven. Vanaf 1916 trad hij op als camerlengo van de paus. Namens paus Pius XI onderhandelde hij met Mussolini over de totstandkoming van het Verdrag van Lateranen (1929), dat de verhoudingen tussen de Heilige Stoel en de Italiaanse staat regelde.
In 1930 werd hij als staatssecretaris, en na zijn dood als camerlengo, opgevolgd door Eugenio Pacelli, de latere paus Pius XII.